# 托马斯·哈里森

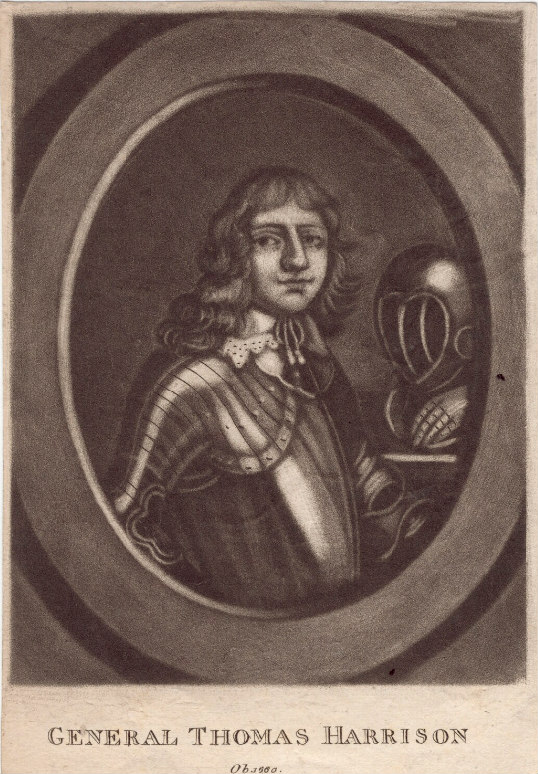
托马斯·哈里森将军

托马斯·哈里森（英語：Thomas Harrison，1616年7月16日—1660年10月13日），是英格兰共和国时期新模范军将领、政治家和激进清教徒组织第五王国派的领袖。哈里森作为1649年批准处决查理一世的议员之一，起初也是奥利弗·克伦威尔的坚定支持者。两人于1653年在关于建立护国公政体的问题上发生冲突，之后曾四度入狱。1660年斯图亚特王朝复辟后，哈里森随即被捕并被判处弑君罪。1660年10月13日，他被绞死然后车裂。